# Grallaria nuchalis
A Grallaria nuchalis a madarak osztályának verébalakúak (Passeriformes) rendjébe és a hangyászpittafélék (Grallariidae) családjába tartozó faj.

## Rendszerezése
A fajt Philip Lutley Sclater angol ügyvéd és zoológus írta le 1859-ben.

## Alfajai
- Grallaria nuchalis nuchalis P. L. Sclater, 1860
- Grallaria nuchalis obsoleta Chubb, 1916
- Grallaria nuchalis ruficeps P. L. Sclater, 1874[1]

## Előfordulása
Dél-Amerika északnyugati részén, Kolumbia, Ecuador és Peru területén honos. Természetes élőhelye a szubtrópusi és trópusi hegyi esőerdők. Állandó, nem vonuló faj.

## Megjelenése
Testhossza 20 centiméter, testtömege 111-122 gramm.
|  |

## Természetvédelmi helyzete
Az elterjedési területe nem nagy, egyedszáma viszont stabil. A Természetvédelmi Világszövetség Vörös listáján nem fenyegetett fajként szerepel.